# Inonotus novoguineensis
Inonotus novoguineensis är en svampart som beskrevs av Ryvarden 2005. Inonotus novoguineensis ingår i släktet Inonotus och familjen Hymenochaetaceae.   Inga underarter finns listade i Catalogue of Life.